# Xyris tortilis
Xyris tortilis är en gräsväxtart som beskrevs av Maria das Graças Lapa Wanderley. Xyris tortilis ingår i släktet Xyris och familjen Xyridaceae. Inga underarter finns listade i Catalogue of Life.